# Прудовица (платформа)
Пудовица — железнодорожная платформа ведомственной Монзенской железной дороги (в прошлом станция). Открыта в 1948 году и названа по посёлку Максимовка (ранее Прудовица).

## История
Изначально станция была открыта в 1948 году при строительстве нового ответвления от станции Истопная (впоследствии ставшего частью главного хода дороги). Вблизи станции был построен одноимённый посёлок и нижний склад, от которого была проведена узкоколейная железная дорога к лесоразработкам. Однако лесопункт проработал недолго. Уже к 1970 году он был закрыт, узкоколейка демонтирована, а сама станция была закрыта по приказу от 8 июня 1971 года. Вскоре был разобран второй путь разъезда и станция превратилась в обычный остановочный пункт.
До переименования посёлка Прудовица в Максимовку станция на картах ошибочно обозначалась как Максимовка. После переименования посёлка станция сохранила название Прудовица, а картографическое противоречие было устранено.

## Описание
Бывшая станция представляет собой обычный остановочный пункт, состоящий из единственного пути. Следы существования второго пути не сохранились. Несмотря на закрытие лесопункта, посёлок, превратившийся в деревню, остаётся жилым.

## Деятельность
На остановочном пункте, образовавшемся на месте закрытой станции, производятся только пассажирские операции: остановка пассажирского поезда, продажа билетов. Все грузовые операции и скрещение встречных поездов прекращены.

### Расписание поездов
| № поезда | Периодичность курсирования     | Маршрут       | Время |
| -------- | ------------------------------ | ------------- | ----- |
| 102      | Среда, пятница, выходные       | Вохтога — Ида | 21:23 |
| 101      | Понедельник, четверг, выходные | Ида — Вохтога | 5:37  |